# Henry Bankes
Henry Bankes (1757–1834) est un homme politique et auteur anglais.

## Biographie

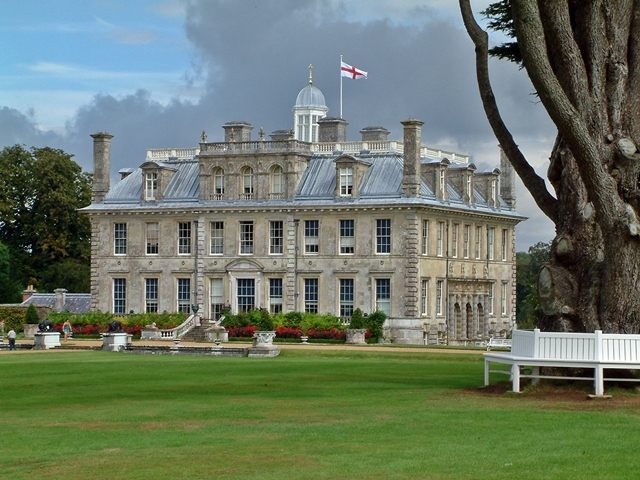
Kingston Lacy House - Siège de la famille Bankes

Bankes est le seul fils survivant de Henry Bankes et l'arrière-petit-fils de John Bankes, juge en chef des plaidoyers communs à l'époque de Charles Ier.
Bankes fait ses études à la Westminster School et au Trinity College, Cambridge, où il obtient son diplôme de BA en 1778 et de MA en 1781. En 1776, il hérite du domaine de son père à Kingston Lacy.
Après avoir quitté Cambridge, il siège pour Corfe Castle de 1780 à 1826; dans la dernière année, il est élu pour le comté de Dorset, et réélu aux élections générales de la même année, mais est battu après une campagne sévère en 1830. En politique, il est conservateur; il donne un soutien général au premier ministre Pitt, mais conserve son indépendance. Il prend une part active mais pas dirigeante dans presque tous les débats de son temps et s'est occupé de près de toutes les fonctions parlementaires.
La loi de 1784 sur l'enclosure autorise Henry à créer le domaine actuel de Kingston Lacy et l'empreinte du parc. Il démolit le hameau de Kingston qui est adjacent au Keeper's Lodge du XVIe siècle, détourne la route Blandford (maintenant la B3082) et convertit d'anciennes terres agricoles en parcs. Il entreprend d'autres modifications mineures dans les années 1820.
Il est administrateur du British Museum et est son représentant au parlement. En 1784, il épouse Frances, fille de William Woodley, gouverneur des îles sous le vent, et laisse une famille nombreuse. Son deuxième fils est William John Bankes et son troisième George Bankes. Sa fille épouse Edward Boscawen (1er comte de Falmouth). Bankes est mort à Tregothnan, Cornouailles, le 17 décembre 1834, et est enterré à Wimborne Minster. William John Bankes lui succède et prend possession de Kingston Lacy.

## Travaux
- Une histoire civile et constitutionnelle de Rome, de la fondation à l'âge d'Auguste, 2 vols. 1818[1].